# Albert Bülow

Albert Bülow

Albert Bülow (* 22. Juni 1883 in Stettin; † 10. Februar 1961 Geesthacht bei Hamburg) war ein deutscher Politiker der Weimarer Republik und Reichstagsabgeordneter (SPD) in der 3. und 4. Wahlperiode, von 1925 bis 1930.

## Leben
Der gelernte Maschinenbauer Bülow war vom 1. Mai 1910 bis zum 1. September 1919 Arbeitersekretär und vom 1. September 1919 bis zum 1. April 1925 Landrat im Kreis Franzburg in Vorpommern sowie zugleich Mitglied des Provinziallandtag der Provinz Pommern und des Preußischen Staatsrates. Dem Reichstag gehörte er seit März 1925 an. Er war für den am 26. März 1925 verstorbenen Reichstagsabgeordneten August Horn (1866–1925) nachgerückt.
Im April 1933, im Mai 1937 und noch einmal im Juli 1944 befand sich Bülow kurzzeitig in Haft. Nach dem Zweiten Weltkrieg lebte er in Hamburg, wo er 1961 starb.